# 十郎横穴墓群

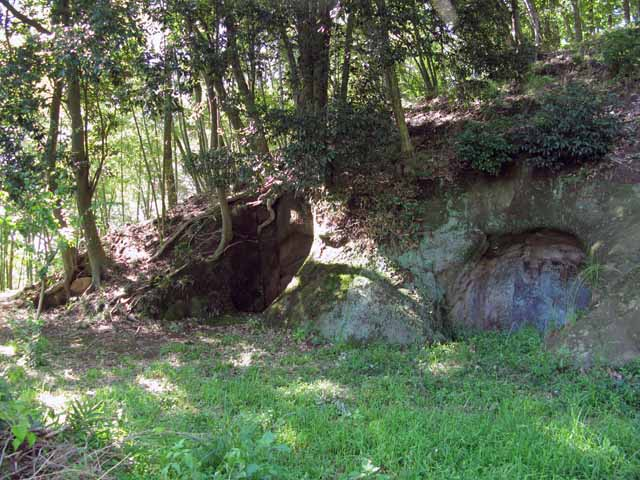
十郎横穴墓群（2013年9月）

十郎横穴墓群（じゅうろうおうけつぼぐん）は、埼玉県比企郡鳩山町石坂地内にある、古墳時代後期の横穴式の墓である。

## 概要
岩殿丘陵の南側、鳩川へ下る凝灰岩質砂岩の急斜面に掘られている。現在開口しているのは3基であるが、1990年の現地調査の結果、他にもまだ多数の穴が埋まっていると考えられている。
県選定重要遺跡、町指定史跡。